# Arremon castaneiceps
El cerquero capirrufo o pinzón oliváceo (Arremon castaneiceps) es una especie de ave paseriforme de la familia Passerellidae propia de los Andes septentrionales. Anteriormente se clasificaba en el género Lysurus.

## Distribución y hábitat
Se encuentra únicamente en los Andes de Colombia, Ecuador y Perú donde habita en los bosques tropicales de montaña húmedos.